# 巴滕堡山

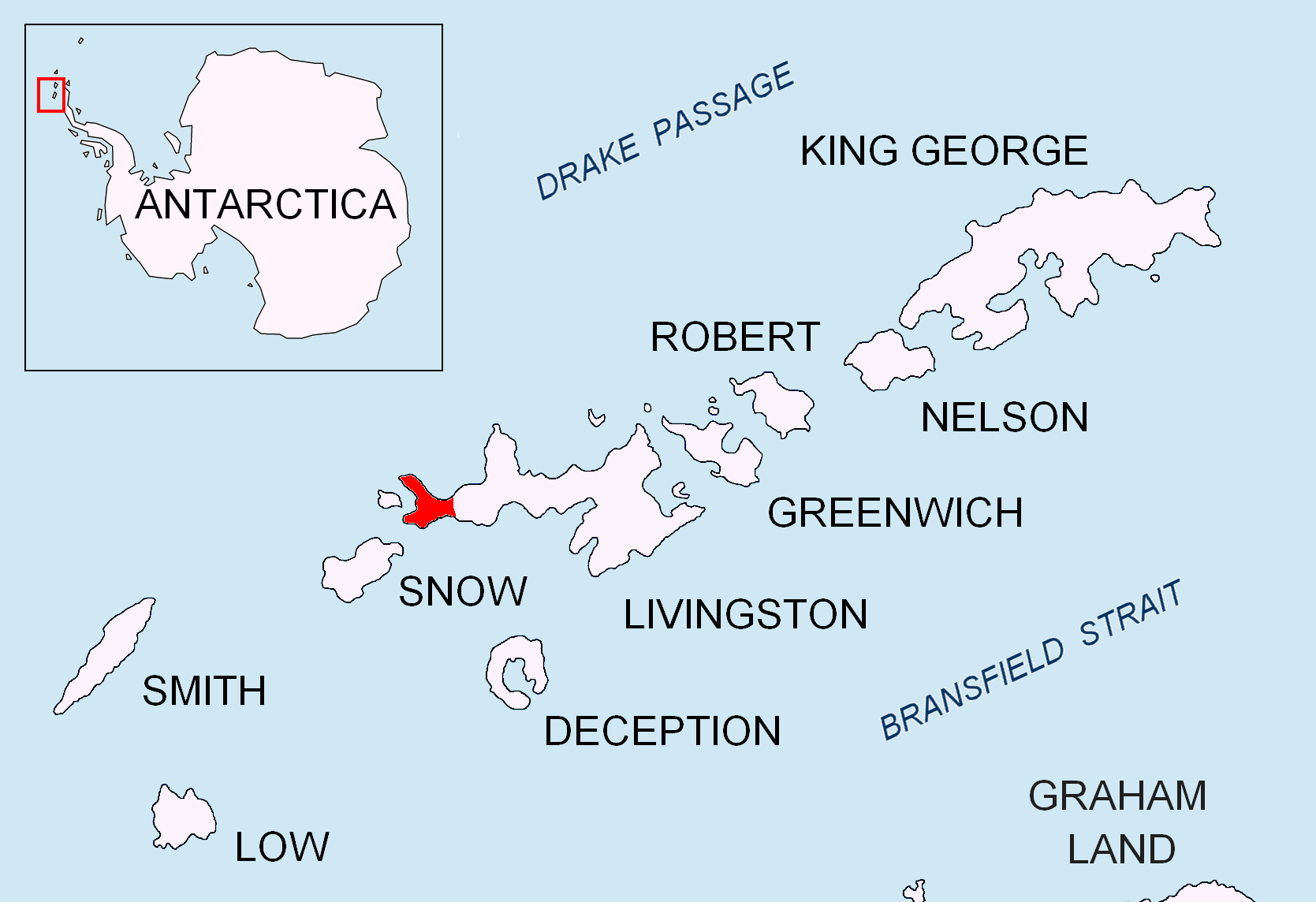

巴滕堡山是南極洲的山峰，位於南設得蘭群島中利文斯頓島的多斯佩高地，處於斯塔爾特山以東1.8公里、沃伊特赫角以南1.8公里和彭卡山西北面2.19公里，海拔高度166米，以亞歷山大一世命名。
62°35′43.5″S 61°08′31″W / 62.595417°S 61.14194°W

## 外部連結
- Battenberg Hill. （页面存档备份，存于） SCAR Composite Gazetteer of Antarctica.